# Iglesia de Santa María la Mayor (Consuegra)
La iglesia de Santa María la Mayor de Consuegra (Toledo, España) fue construida en 1723, como iglesia del Convento de Franciscanos Alcantarinos de San Antonio. Se trata de un templo de una sola nave, en estilo toledano mudéjar, con entrada porticada. En la zona inferior del ábside, se encuentra una cripta de estilo mudéjar, y restos de fábrica anterior al templo. En el interior se encuentra la imagen de María Santísima de la Blanca, patrona de Consuegra, y los restos de los beatos Diodoro Rafael, Eustaquio Luis, Felipe José y Carlos Jorge, Hermanos de las Escuelas Cristianas.

## Ábside de la antigua iglesia de Santa María
La primera iglesia construida en Consuegra como parroquia fue la de Santa María la Mayor, cuya verdadera titularidad fue la de Santa María de la Asunción. Se construyó a finales del siglo XII, cuando Consuegra se convirtió en capital del Gran Priorato de San Juan Bautista, siendo la única parroquia en Consuegra hasta 1551. 
Su planta estaba formada por tres naves de pequeño tamaño, siendo la central de mayores dimensiones que las laterales, rematando la cabecera de estas con ábsides semicirculares al interior y poligonales al exterior. La fábrica era de ladrillo, aunque se reutilizaron sillares de piedra de gran tamaño, posiblemente de origen romano. 
Existe una acuarela de la villa de Consuegra, pintada por Pier Maria Baldi, en el siglo XVII y conservada en la Biblioteca Laurenciana de Florencia, donde se puede comprobar cómo fue la iglesia en origen. 

En la actualidad sólo se conserva parte del ábside de la nave del evangelio, pues en 1809 fue quemada por las tropas napoleónicas. El ábside es de sección poligonal al exterior y semicircular al interior, con las características propias del mudéjar toledano del siglo XIII. Los materiales utilizados para su construcción son el ladrillo y la argamasa. 

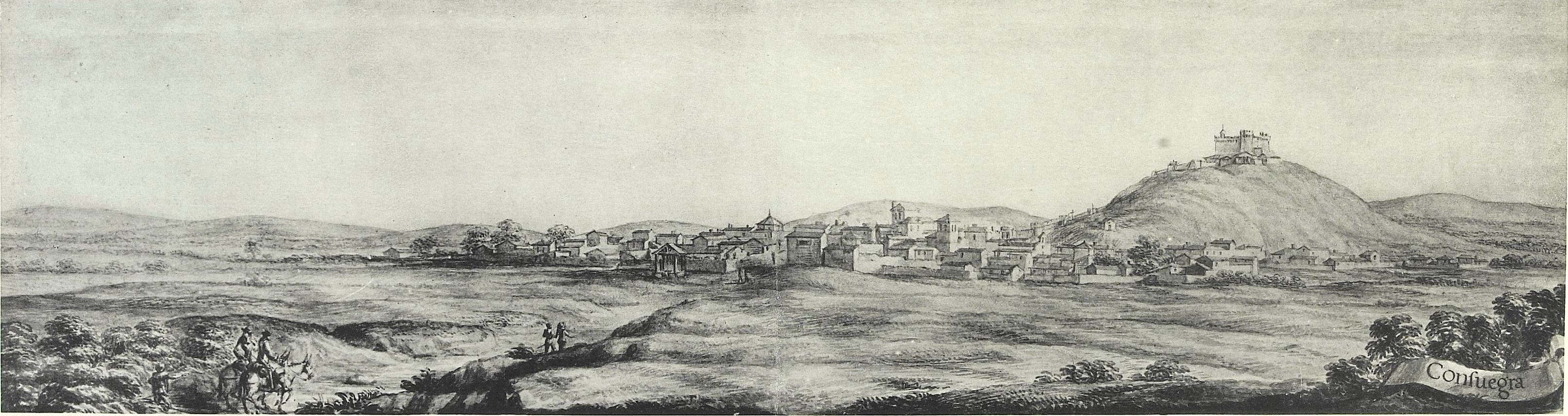
Consuegra, acuarela de Pier Maria Baldi, 1668. Biblioteca Laurenciana de Florencia

La decoración del ábside se estructura en tres niveles horizontales, realizada a base de arquerías dobladas ciegas, separándose cada nivel con un friso de ladrillo en esquinilla y otro friso de ladrillos a sardinel. 
Los arquillos del nivel inferior son de medio punto los dos, estando retranqueado uno respecto al otro. 
El segundo nivel presenta también arquillos ciegos doblados, los exteriores son polilobulados y los interiores de herradura apuntados, quedando interrumpidos por la apertura de una ventana cuadrangular en época reciente. 
Los del nivel superior son de herradura de medio punto aunque el arco interior no se aprecia por estar cubierto por una capa de yeso. 
Todo el ábside apoya sobre un zócalo de ladrillo, siendo en parte cubierto por una capa de cemento. 
En el interior se aprecia parte de la arquería que sigue prácticamente el mismo ritmo decorativo que al exterior, conservando parte del revoco policromado en el intradós de los arquillos, habiéndose reutilizado en un lateral grandes sillares, posiblemente de época romana.